# Рабитиці (присілок)
Рабитиці (рос. Рабитицы) — присілок у Волосовському районі Ленінградської області Російської Федерації.
Населення становить 1427 осіб. Належить до муніципального утворення Рабитицьке сільське поселення.

## Історія
Від 1 серпня 1927 року належить до Ленінградської області.

## Населення
| 2007 | 2010  | 2017  |
| ---- | ----- | ----- |
| 1354 | ↘1307 | ↗1427 |